# Truncotettix fronterizus
Truncotettix fronterizus är en insektsart som beskrevs av Perez-gelabert, Hierro och D. Otte 1998. Truncotettix fronterizus ingår i släktet Truncotettix och familjen torngräshoppor. Inga underarter finns listade i Catalogue of Life.